# Brachyistius frenatus
Espèce
Brachyistius frenatus est un poisson perciforme retrouvé dans le Pacifique à proximité de la côte Américaine (du Mexique à l'Alaska).

## Référence
- Gill : Notice of a collection of the fishes of California presented to the Smithsonian Institution by Mr. Samuel Hubbard. Proceedings of the Academy of Natural Sciences of Philadelphia 14 pp 274-282.